# 氷川きよし・演歌名曲コレクション17〜最後と決めた女だから〜
「氷川きよし・演歌名曲コレクション17〜最後と決めた女だから〜」は、2012年11月21日に発売された氷川きよしのアルバム。

## 解説
初回限定盤のAタイプと通常盤のBタイプがリリース。ジャケット・ブックレット内容・スペシャルステッカーはAタイプとBタイプでそれぞれ異なる。
初回限定盤のAタイプには、シングル「最後と決めた女だから」のBタイプC/W曲「哀傷歌」のMVが収録されたDVDが同梱されている。

## 収録曲
1. 最後と決めた女だから [3:57]
作詞：水木れいじ
作曲：鶴岡雅義
編曲：南郷達也
2. My love〜もう一度だけ〜 [4:37]
作詞・作曲：伊藤薫
編曲：前田俊明
3. ハロウィン音頭 [4:30]
作詞：かず翼
作曲：桧原さとし
編曲：伊戸のりお
4. 湯ヶ島慕情 [4:48]
作詞：石原信一
作曲：宮下健治
編曲：前田俊明
5. きよしのMerry X'mas [4:44]
作詞：かず翼
作曲：杜奏太朗
編曲：石倉重信
6. 雪月花 [4:31]
作詞：いではく
作曲：大谷明裕
編曲：宮崎慎二
7. あなたのブルース [3:50]
作詞・作曲：藤本卓也
編曲：石倉重信
※原曲歌唱：矢吹健
8. おやじの海 [4:19]
作詞・作曲：佐義達雄
編曲：石倉重信
※原曲歌唱：村木賢吉
9. 花はおそかった [3:33]
作詞：星野哲郎
作曲：米山正夫
編曲：石倉重信
※原曲歌唱：美樹克彦
10. 出世街道 [3:39]
作詞：星野哲郎
作曲：市川昭介
編曲：石倉重信
※原曲歌唱：畠山みどり
11. バス・ストップ [3:31]
作詞：千家和也
作曲：葵まさひこ
編曲：石倉重信
※原曲歌唱：平浩二
12. 関東春雨傘 [3:57]
作詞・作曲：米山正夫
編曲：石倉重信
※原曲歌唱：美空ひばり